# Joas (Israël)
Pour les articles homonymes, voir Joas.
Joas (hébreu : יהואש), est roi d’Israël de -798 à -782.

## Présentation
Joas est le fils de Joachaz, roi d’Israël, à qui il succède. Il règne pendant environ 16 ans. Son fils Jéroboam II lui succède.

### Dans la Bible
Son règne est évoqué dans le Deuxième livre des Rois.
L'auteur biblique reproche à Joas sa complaisance vis-à-vis des idoles, à l’image de la plupart des rois d’Israël.

### Règne
Joas est d'abord vassal de Ben-Hadad III, fils d’Hazaël, roi d’Aram. Puis il le bat à trois reprises près d'Aphek et s'en affranchit. Il réalise ainsi la prophétie du prophète Élisée juste avant sa mort, et il reprend les villes que son père avait perdues contre Hazaël (2R 13).
À Beth Shemesh, il bat également  Amasias, roi de Juda, qui cherche à rompre le lien de vasselage qui le rattache à lui, le fait prisonnier et pille son palais ainsi que le Temple de Salomon (2R 14).

## Chronologie
Joas régna de -801 à -786 selon William F. Albright ou de -798 à -782 selon Edwin R. Thiele.